# René Château
Pour les articles homonymes, voir Abel (homonymie).
Cet article concerne l'homme politique René Château (avec un accent). Pour l'éditeur (sans accent), voir René Chateau.
René Château, né à Mouthiers-sur-Boëme (Charente) le 27 juin 1906 et mort à Siecq (Charente maritime) le 5 avril 1970, connu aussi sous le pseudonyme de Jean-Pierre Abel, est un philosophe, militant radical-socialiste et collaborateur français.

## Biographie
Ses parents sont instituteurs, il est le frère de Jean Château, philosophe et pionnier de l'introduction des sciences de l'éducation à l'université.
Lauréat du concours général de philosophie, puis élève d'Alain — dont il tiendra son pacifisme intégral — au lycée Henri-IV (1924-1927), il est admis à l'École normale supérieure en 1927.
À l'ENS, il est à l'animation d'un fort courant pacifiste parmi les élèves. Avec un ancien camarade d'Henri-IV, Jacques Ganuchaud, il est à l'origine d'une pétition des élèves portant au droit de refus de commander pour les étudiants de l'École. Son refus du militarisme le poussera à adopter une attitude d'objection de conscience vis-à-vis des programmes de préparation militaire qui était alors réservé aux jeunes hommes normaliens.
Ayant obtenu en 1930 l'agrégation de philosophie (où il est reçu 8e), il est nommé professeur au lycée de La Roche-sur-Yon. Il réalise son service militaire entre 1932 et 1933 à La Rochelle puis à Angoulême ; il est ensuite nommé professeur de philosophie au lycée de La Rochelle, où il commence une carrière politique : en 1935, il est candidat, sans succès, à l'élection municipale.
Homme de gauche proche de Gaston Bergery, membre de la Ligue française pour la défense des droits de l'homme et du citoyen, il est franc-maçon, initié au Grand Orient de France Il est élu en 1936 député de Charente-Inférieure sous l'étiquette du Parti radical-socialiste Camille Pelletan. À la Chambre des députés, il est remarqué par ses prises de position radicalement pacifistes.
À l'Assemblée nationale en juillet 1940, il signe la « motion, assez incongrue, de caractère fascisant » de Gaston Bergery, avant de voter les pleins pouvoirs à Philippe Pétain.
Sous l'Occupation, il entre à L’Œuvre de Marcel Déat, puis il est nommé à la direction de La France au travail, quotidien qui deviendra La France socialiste, et où il dénonce, en 1942, le « rôle des trois internationales : la capitaliste, la bolchevique, la juive » et s’en prend particulièrement à cette dernière. Il défend dans ce journal une ligne républicaine, socialiste et laïque, mais aussi et surtout, paradoxalement, pacifiste tout en se conformant aux attentes des autorités de l'occupation. Mais il s'éloigne de Déat, auquel il reproche ses positions maximalistes et, en 1943, il est exclu du Rassemblement national populaire (RNP). Il se consacre dès lors à sa Ligue de pensée française, qui regroupe des intellectuels pacifistes de gauche, certes pro-allemands mais rebutés par la nazification du RNP.
Il est arrêté le 30 août 1944 pour faits de collaboration et détenu à l'Institut d'hygiène dentaire et de stomatologie pendant soixante-seize jours par les Francs-tireurs et partisans (FTP). Dès la Libération, cet immeuble avait été réquisitionné par les Forces françaises de l'intérieur (FFI) et transformé en centre de détention pour collaborateurs. Château rédige le récit de sa propre détention, qu'il intitule L'Âge de Caïn et publie en 1947 sous le pseudonyme de Jean-Pierre Abel. Il y critique sévèrement les méthodes employées par les forces de la Libération envers les détenus, s'attaquant à ce qu'il juge être de l'épuration « sauvage ».
Pendant les années 1950, Château reprend ses publications philosophiques sous son véritable nom ; il écrit divers ouvrages d'introduction à la politique et à la littérature. Il est journaliste à La République du Sud-Ouest et professeur de philosophie au lycée Hoche de Versailles.
Il est inhumé au cimetière de Siecq.

## Œuvres
- Sous le pseudonyme de Jean-Pierre Abel :
  - L'Âge de Caïn : premier témoignage sur les dessous de la libération de Paris, Paris, Les Éditions nouvelles, 1947[8].
- Sous le nom de René Château :
  - À la recherche du temps futur, recueil d'articles, Denoël, 1944.
  - Introduction à la politique : cours d'initiation sociale, civique et humaine, préf. d'Alain, publications Chateaubriand, 1947.
  - Petit traité rationnel de la dissertation philosophique, publications Chateaubriand, 1947.
  - La Philosophie par les textes, publications Chateaubriand, 1947-1951.
  - Introduction à la littérature, préf. d'André Maurois, publications Chateaubriand, 1952.
  - Politique et religion, Berger-Levrault, 1955.

### Sources
- « René Château », dans le Dictionnaire des parlementaires français (1889-1940), sous la direction de Jean Jolly, PUF, 1960 [détail de l’édition]
- « René Chateau », dans le Dictionnaire biographique du mouvement ouvrier français, sous la direction de Jean Maitron et Claude Pennetier, Claude Pennetier, 1997.